# Magerbeton
Magerbeton ist ein erdfeuchtes Kies-Zement-Gemisch im Verhältnis 8:1 (8/9 Kies und 1/9 Zement). Den Namen hat er durch den nur geringen Zementanteil im Beton. Es wird Kies mit einer Körnung 0-8 mm verwendet.
Man verwendet Magerbeton hauptsächlich für Füllungen, die druckfest sein müssen, für Sauberkeitsschichten, zum Ausgleichen von Unebenheiten im Untergrund, als Schutzschicht über/unter Dichtungen, Verfestigungen und Verfüllungen.
Beim Einbau von Palisaden wird meist Magerbeton zur Befestigung verwendet.